# Brachydeutera sydneyensis
Brachydeutera sydneyensis är en tvåvingeart som beskrevs av Malloch 1924. Brachydeutera sydneyensis ingår i släktet Brachydeutera och familjen vattenflugor. Inga underarter finns listade i Catalogue of Life.